# Mausolea eriocarpa
Mausolea es un género monotípico perteneciente a la familia de las asteráceas. Su única especie: Mausolea eriocarpa, es originaria de Irán.

## Taxonomía
Mausolea eriocarpa fue descrita por (Bunge) Poljakov y publicado en Fl. Iranica (Rechinger) 158: 224. 1986